# Jarkon
Jarkon (hebr. נחל הירקון, Nahal HaYarkon; arab. Nahr el-Auja) – rzeka w centralnej części Izraela, mająca swoje źródła u podnóża wzgórza Tel Afek, na zachód od miasta Rosz ha-Ajin. Przepływa przez Równinę Szaron i ma swoje ujście w mieście Tel Awiw do Morza Śródziemnego. Rzeka ma długość 27,5 km.

## Przebieg

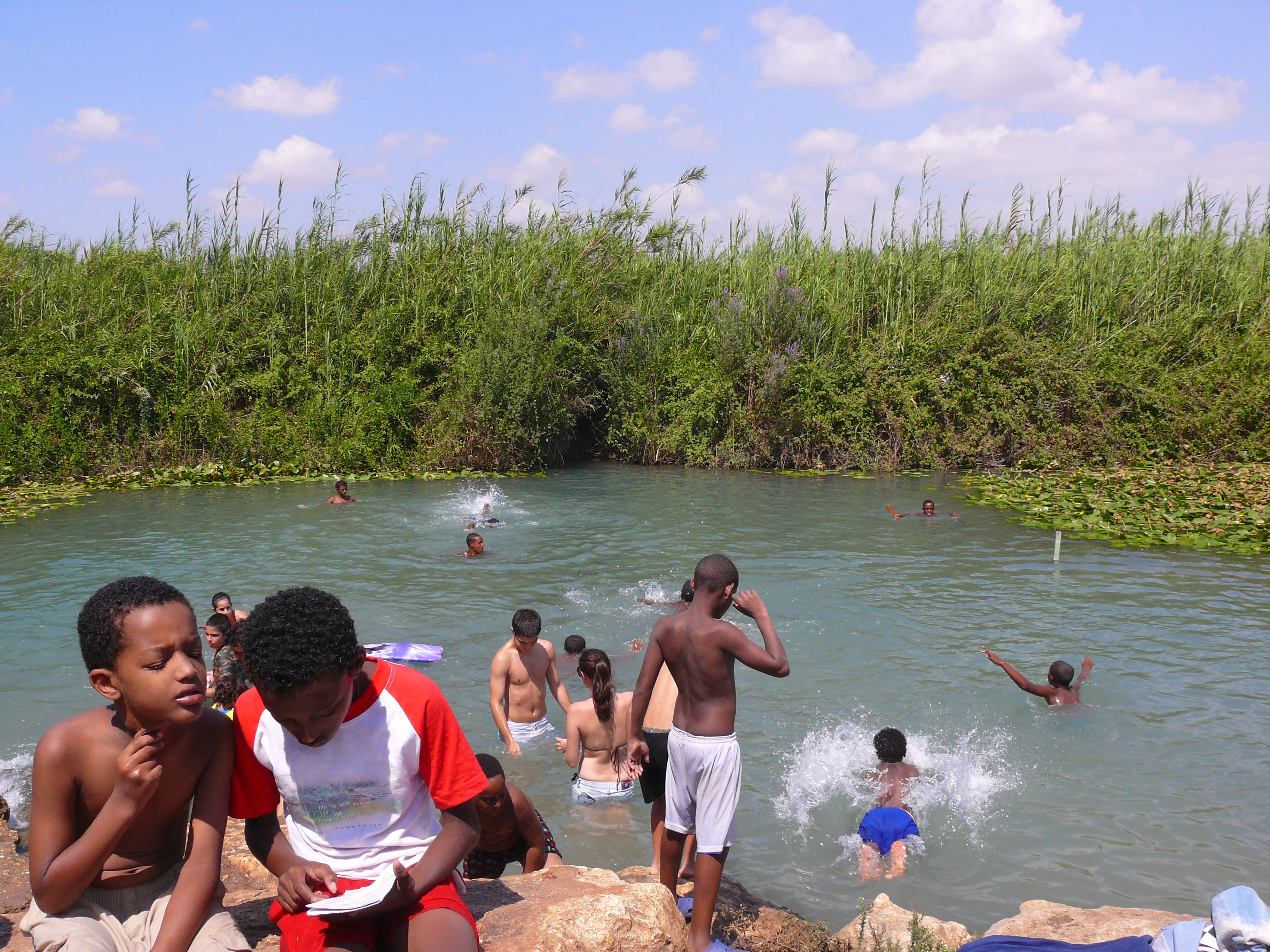
Źródła rzeki Jarkon

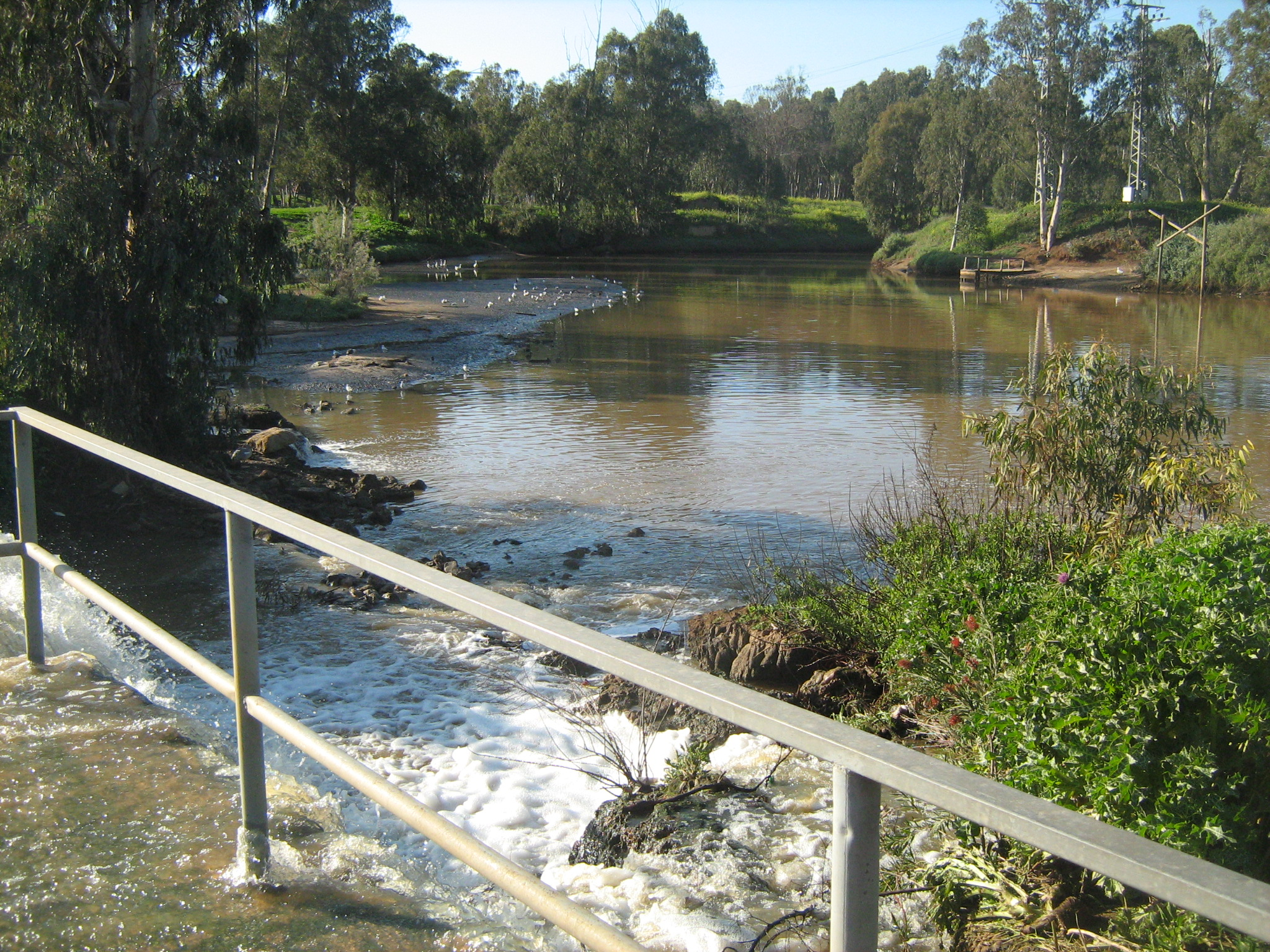
Rzeka Jarkon

Jarkon jest najdłuższą przybrzeżną rzeką Izraela. Ma swoje źródło na zachodnich zboczach Gór Judzkich - na południowo-zachodnim zboczu wzgórza Tel Afek, na wysokości około 40 m n.p.m. Płynie przez Równinę Szaron i obszar metropolitalny Gusz Dan.
Rzeka omija od północnego wschodu, północy i północnego zachodu miasto Petach Tikwa, i następnie dociera do aglomeracji miejskiej Tel Awiwu. Omija od północy miasto Bene Berak i wpływa do Parku Jarkon, po minięciu którego dociera do ujścia do Morza Śródziemnego.

## Historia
W okresie panowania Imperium Osmańskiego rzeka Jarkon stanowiła południową granicę wilajetu Bejrutu.
W dniu 14 lipca 1997 doszło do zawalenia się tymczasowego mostu dla pieszych wybudowanego na rzece Jarkon. Do wypadku doszło podczas Olimpiady Machabejskiej. Zginęło wówczas czterech członków delegacji australijskiej, a 60 innych sportowców zostało rannych.

## Zagospodarowanie
W 1938 u ujścia rzeki Jarkon do Morza Śródziemnego wybudowano elektrociepłownię (Reading Power Station). Początkowo uruchomiono dwa bloki energetyczne „Reading A”; w latach 50. XX wieku dobudowano dwa kolejne bloki „Reading B” (każdy o mocy 50 MW). W 1967 zamknięto blok „Reading A” i przystąpiono do rekultywacji terenu, aby przystosować go do potrzeb terenów wystawowych. W latach 70. uruchomiono kolejne bloki energetyczne „Reading C” i „Reading D”. W 1981 zamknięto blok „Reading C”, a w 2004 zamknięto „Reading B”. Obecnie jedynym czynnym blokiem energetycznym jest „Reading D” o mocy 450 MW. Grupy ekologiczne oskarżały elektrownię o zanieczyszczanie powietrza oraz wód rzeki Jarkon. Z powodu niemożliwości dostosowania się do rygorystycznych przepisów ochrony środowiska, w 2006 zmieniono paliwo ciekłe (ropa naftowa) na gazowe (gaz ziemny). W okresie przebudowy elektrownia była czasowa nieczynna.

## Zanieczyszczenie
Wody rzeki Jarkon są mocno zanieczyszczone, najmocniej u ujścia do Morza Śródziemnego. Wynika to z faktu zrzucania do rzeki wody z układów chłodzących elektrowni Reading Power Station w Tel Awiwie.
W latach 50. XX wieku dużą ilość słodkiej wody z rzeki Jarkon skierowano do Krajowego Systemu Wodnego (hebr. המוביל הארצי, HaMovil HaArtzi). Woda jest pobierana głównie w górnym biegu rzeki, w rejonie wzgórza Tel Afek. Spowodowało to poważne zmniejszenie ilości słodkiej wody w rzece, której miejsce stopniowo zajmowały ścieki. Z tego powodu nastąpiła degradacja naturalnych siedlisk oraz zagłada wielu gatunków fauny i flory. Wzrost ilości ścieków pochodzenia rolniczego i miejskiego pogorszył sytuację, poprzez stworzenie warunków do nadmiernego rozmnożenia się alg. Szczególnie groźnym okazało się rozmnożenie populacji ślimaków nasadoocznych, które przyczyniły się do rozwoju chorób pasożytniczych z grupy Schistosomatoza.

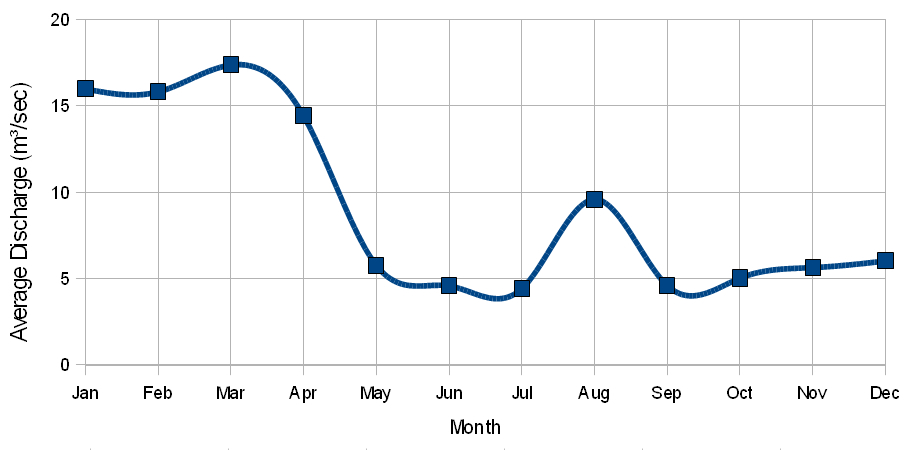
Średni miesięczny przepływ wody w rzece Jarkon (1969-1975)
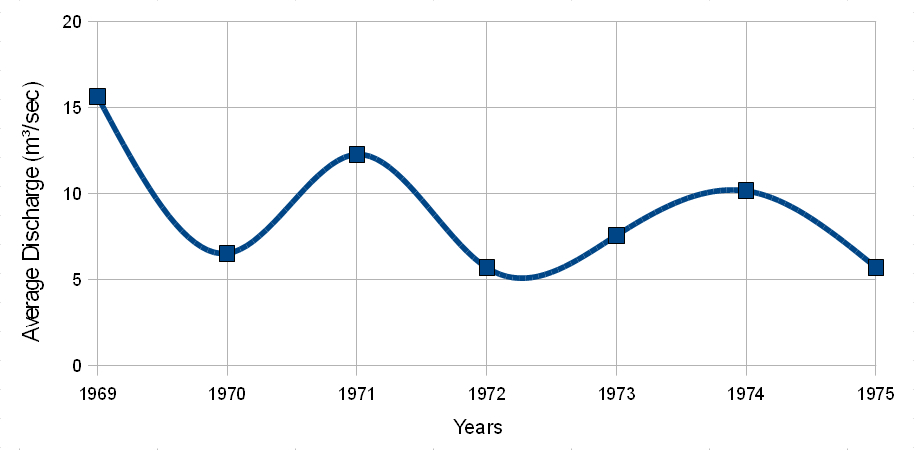
Średni roczny przepływ wody w rzece Jarkon (1969-1975)

Poziom zanieczyszczeń zmusił władze do podjęcia działań na rzecz ratowania rzeki Jarkon. Wybudowanie nowoczesnych oczyszczalni ścieków w Hod ha-Szaron i Ramat ha-Szaron przyczyniło się do poprawy jakości wody. Pogłębiono koryto rzeki i przywrócono pierwotny przepływ wody, zmniejszając ilość wody odprowadzanej do celów irygacji upraw rolniczych na pustyni Negew. Podwyższono brzegi oraz podjęto działania mają na celu utrzymanie równowagi lokalnego ekosystemu, opartego na szkodnikach przyjaznych dla środowiska i naturalnych biologicznych metodach regulacyjnych. Między innymi przywrócono tutaj populację komarów.

## Przyroda

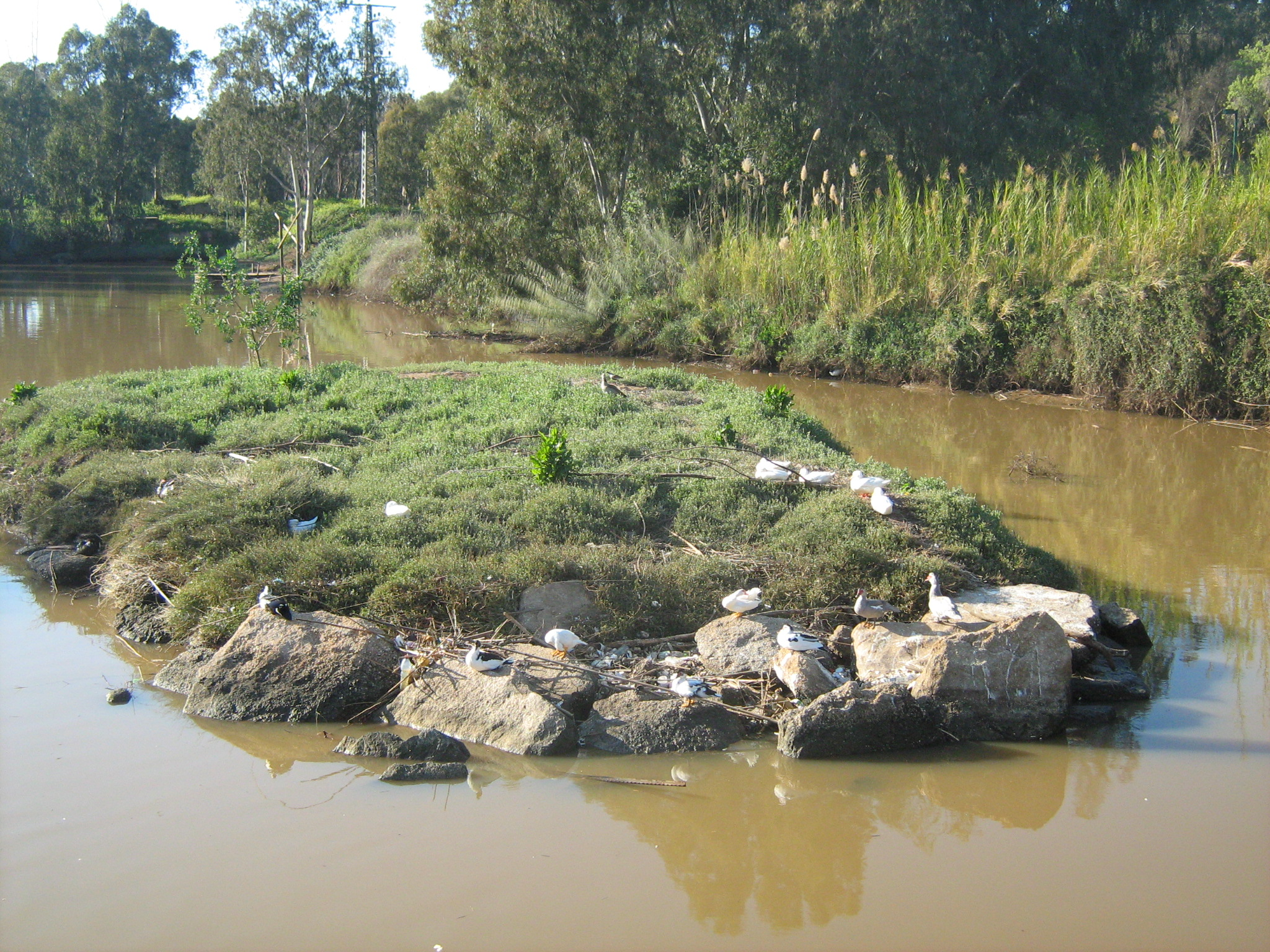
Ptactwo wodne na rzece Jarkon

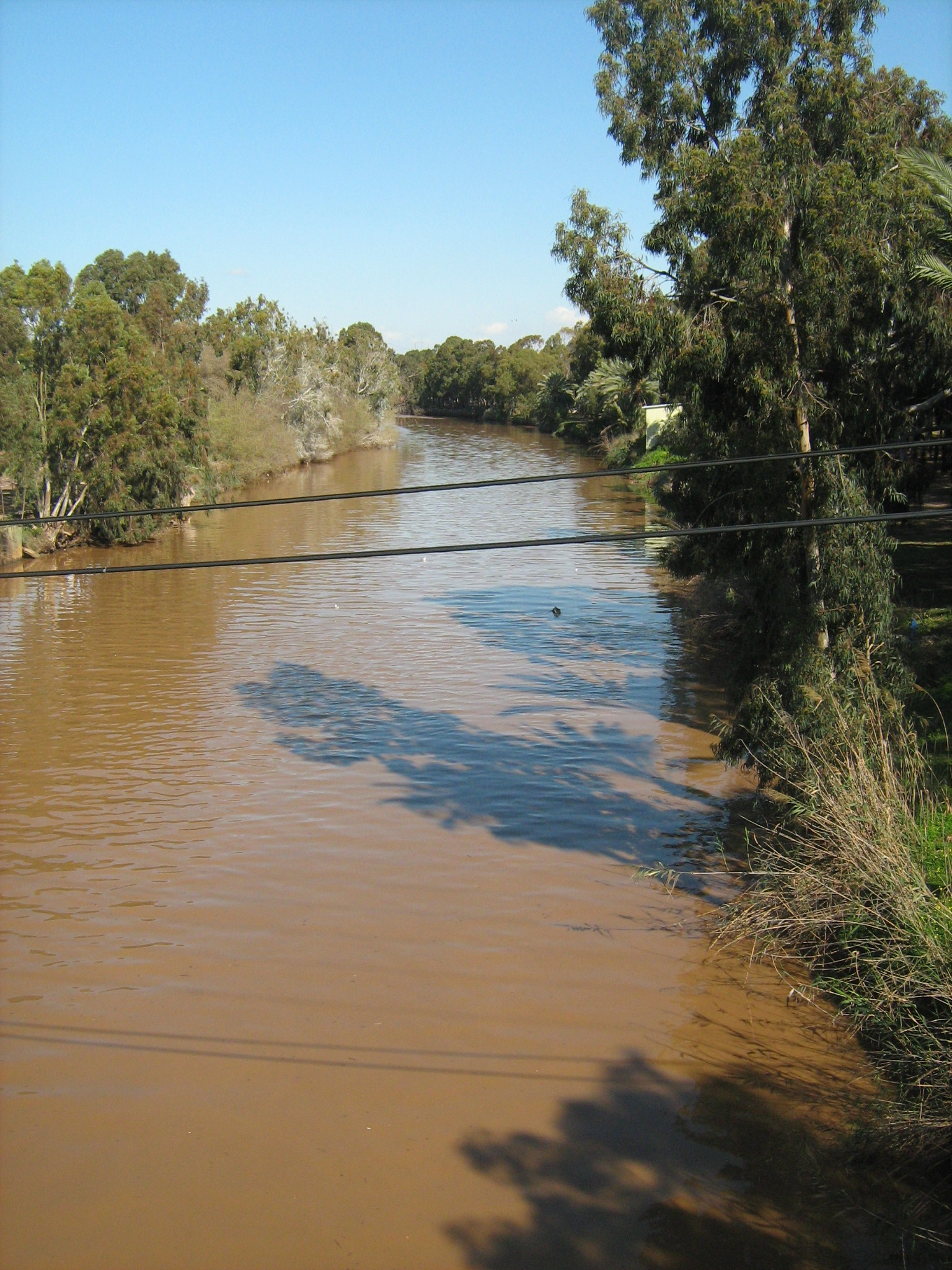
Porośnięte drzewami brzegi rzeki Jarkon

Tereny wzdłuż brzegów rzeki Jarkon są w większości porośnięte trawami, a drzewostan jest zdominowany przez drzewa eukaliptusowe, które były w przeszłości sadzone w Izraelu w celu osuszania terenów bagiennych. Z roślin nabrzeżnych występują tutaj: oczeret jeziorny, cibora papirusowa, grążel żółty, grzybienie, rzęsa drobna, trzcina pospolita i inne.
Do coraz czystszej wody rzeki Jarkon powracają kolejne gatunki zwierząt i roślin. Z ryb występują tutaj karpie Cyprinus, węgorze, okoniowate, karpie, tilapie i inne.
Rzeka Jarkon przyciąga różnorodne ptaki wodne. Izrael jest położony na skrzyżowaniu szlaków migracji ptaków z trzech kontynentów: Azji, Afryki i Europy. Tutejsze zbiorniki wodne są ważnym miejscem odpoczynku dla ptaków wędrownych, które zimują w Afryce i na wiosnę powracają na miejsca lęgu w Europie. Wśród przelatujących ptaków nad rzeką Jarkon można spotkać bociany, czaple, czaplę nadobną i wiele innych mniejszych. Wśród stale przebywających nad rzeką ptaków można wymienić: kokoszki zwyczajne, zimorodka srokatego, zimorodka zwyczajnego, wróble. Do warunków zanieczyszczonego środowiska wodnego rzeki Jarkon dostosowała się także nutria, które była początkowo sprowadzana do Izraela w celach hodowlanych, niektórym osobnikom udało się jednak uciec i znalazły one schronienie na zarośniętych brzegach rzeki Jarkon. Z innych ssaków można spotkać tutaj koty bagienne Chaus i jeżozwierze.
Większość terenów wokół rzeki stanowi obszar chronionej przyrody, Park Narodowy Jarkon

## Sport i rekreacja
Wzdłuż koryta rzeki wybudowano trasy dla wycieczek pieszych i rowerowych. Długość tras rowerowych wynosi 28 km.
Szczególnie atrakcyjnym miejscem jest położony w mieście Tel Awiw Park ha-Jarkon, w którym istnieje możliwość uprawiania jeździectwa, kajakarstwa lub wioślarstwa. W zachodniej części parku, na północnym brzegu rzeki Jarkon znajduje się olimpijski ośrodek wioślarski Daniel Amichai Rowing Center. W centrum jest duża przystań, szkoła sportowa i ośrodek treningowy dla dwóch klubów wioślarskich. Założony w 1935 The Tel Aviv Rowing Club jest największym izraelskim klubem wioślarskim i prowadzi regularne treningi na rzece Jarkon. Architektura budynku centrum sportowego przypomina odwrócony do góry nogami statek. Na drugim piętrze budynku znajduje się restauracja z widokiem na rzekę.